# Imed Ben Younes
Imed Ben Younes (in arabo عماد قاسم بن يونس‎?; 16 giugno 1974) è un ex calciatore tunisino, di ruolo attaccante.

## Palmarès

### Club

#### Competizioni nazionali
- Campionato tunisino: 1

Étoile du Sahel: 1996-1997
- Coppa di Tunisia: 1

Étoile du Sahel: 1995-1996

#### Competizioni internazionali
- Coppa CAF: 1

Étoile du Sahel: 1995
- Coppa delle Coppe CAF: 1

Étoile du Sahel: 1997
- Coppa dei Campioni araba per club: 1

Sfaxien: 2000